# Club de Rugby El Salvador
El Club de Rugby El Salvador, conocido por motivos de patrocinio como INEXO El Salvador es un equipo de rugby de la ciudad de Valladolid, España, que fue fundado en 1960 bajo los auspicios del profesor y sacerdote católico francés Georges Bernés, quien introdujo el rugby en el Colegio El Salvador, situado en la plaza de San Pablo de Valladolid. Los primeros pasos del Club de rugby se producen en los patios de arena del colegio, que es donde empieza a nacer el espíritu del rugby en Valladolid.   
Disputa sus partidos en los campos de rugby Pepe Rojo, situados en el complejo deportivo Ciudad de Valladolid, propiedad del Ayuntamiento de Valladolid, con capacidad para albergar a 4000 espectadores sentados y 1000 de pie.
Desde su fundación, los colores que han identificado al club son el blanco y el negro, en forma de rayas horizontales. 
El club ha logrado nueve ligas de División de Honor, ocho Copas del Rey, seis Supercopas de España y cinco Copas Ibéricas para su equipo sénior. Ha participado en cuatro ocasiones en la European Challenge Cup, la segunda competición europea de clubes y en una ocasión en la ya desaparecida European Shield.
Su escuela de rugby cuenta con más de 300 jugadores en un total de quince equipos en las categorías lince, jabato, prebenjamín, benjamín, alevín, cadete, infantil, juvenil y júnior, con más de una treintena de títulos de campeones de España.
En 2008, fue adjudicada al club la franquicia castellanoleonesa de la Liga Superibérica los Vacceos Cavaliers. La matriz de la franquicia es por tanto el Club de Rugby El Salvador, pero en ella participan además jugadores burgaleses y salmantinos.
El 17 de abril de 2016 fue un día histórico para El Salvador y para todo el rugby español. Se celebró en el Nuevo Estadio José Zorrilla la final de la Copa de SM el Rey ante el eterno rival VRAC y con la presencia de más de 26 000 personas que abarrotaron el estadio, convirtiéndose, con enorme diferencia, en el partido de rugby entre equipos españoles con mayor aforo de público de la historia. El Salvador se impuso 13-9 al VRAC y SM el Rey Felipe VI de España, presente en el partido en otro gesto histórico, entregó la Copa a los campeones en el césped del estadio.

## Historia

### Introducción
El club de rugby El Salvador es la segunda entidad deportiva más laureada de Castilla y León por detrás del VRAC Quesos Entrepinares. Nació en 1960 y, ya en su primera temporada, cosechó los campeonatos de España en las categorías benjamín, alevín e infantil. Se trata de un hito que marcaría la trayectoria de un club que siempre se ha caracterizado por el mimo de la cantera.
Plagada de éxitos y algún que otro sinsabor, la historia del club chamizo atraviesa en la actualidad un momento dulce. Los títulos cosechados en las últimas temporadas, donde ha desempeñado un papel hegemónico, unido al hecho de convertirse en el primer equipo español que ha conseguido pasar a la segunda ronda de la European Challenge Cup, le convierten en un referente ineludible para el rugby nacional.

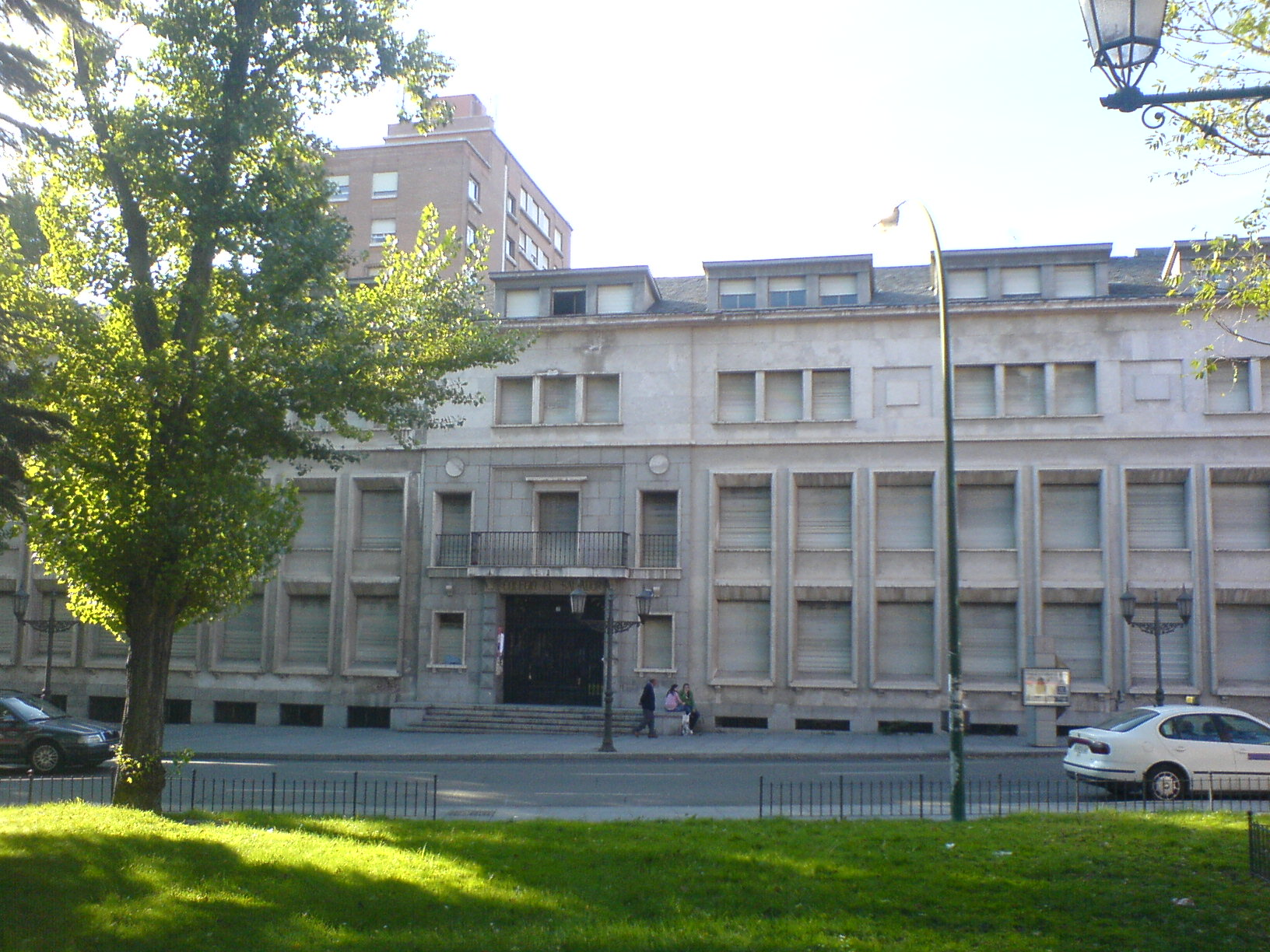
El Colegio El Salvador de Valladolid, donde se fundó el club en 1960.

### Un nacimiento exitoso
Jorge Bernés, profesor francés del colegio El Salvador, creó en 1960 un club de rugby que rápidamente comenzaría a dar las primeras alegrías a la ciudad de Valladolid. En su primera temporada de existencia, los chamizos cosecharían los campeonatos de España en las categorías benjamín, alevín e infantil. Una excelente declaración de intenciones para un club llamado a convertirse en un ineludible referente para el rugby nacional.
La labor de Bernés se tradujo en la implantación de una filosofía de club basada en el cuidado de la cantera. Los estudiantes del colegio El Salvador se repartían entre la práctica del atletismo y del rugby mientras los dirigentes se preocupaban de dotar de una estructura a un club que daría mucho que hablar.

### Crisis económica
La crisis económica no es ajena a los clubes y así se demostró en 1973, cuando fue necesario vender a la Universidad de Valladolid los derechos deportivos de El Salvador, sin embargo, se trabajaba con paso firme con la intención de convertirse en el club de rugby español con más títulos.
La afición a este deporte crecía paulatinamente en Valladolid gracias a El Salvador. Con el tiempo, y tras la consolidación en los Noventa del VRAC, la ciudad sería reconocida como la capital del rugby español. El Salvador cuenta con una afición fiel y entregada que ha sido testigo de numerosos éxitos.
El trabajo continuo de los miembros del club chamizo se traduce en la recuperación del equipo sénior chamizo, que en 1986 conseguirá ascender a la División de Honor.

### Resurrección poderosa
La mejor manera de celebrar el ascenso a la División de Honor es hacerlo a lo grande, con la consecución de un campeonato de liga sin perder un solo partido, un hecho insólito en el deporte español. El Salvador se hizo también con sus primeras Copa del Rey y Copa Ibérica.
Los títulos del primer equipo sénior se complementaban con los conseguidos por los equipos de base, probablemente los que más ilusión provocaban en el seno de un colegio entregado al rugby. Pero también había épocas de vacas flacas, como un efímero paso por la Primera Nacional después de un descenso que se produjo ya en la década de los Noventa.

### Segundo título de liga
En la temporada 1998-1999 El Salvador regresa a la División de Honor y parece empeñado en batir nuevas plusmarcas. El equipo colegial se conquista su segunda Liga, algo nunca logrado por un conjunto recién ascendido. De nuevo llegan la Copa Ibérica y la Copas del Rey, lo que confirman al entonces Dulciora El Salvador como la entidad deportiva más laureada de Castilla y León.
El club cosechó dos subcampeonatos en Liga y Copa en las temporadas siguientes y decidió incorporar jugadores argentinos en las posiciones claves del equipo. Jugadores como Esteban Roqué, Tomás Brouwer, Fabio Gallopa o Ricardo Trouet ayudaron a dar un salto de calidad hacia el semiprofesionalismo que obtendría sus frutos, aunque sin dejar de lado la cantera.

### Bicampeones en España
Probablemente, El Salvador vive en la actualidad uno de los momentos más dulces de su historia. El equipo colegial se proclamó bicampeón de Liga en las temporadas 2002-03 y 2003-04, unas campañas en las que El Salvador ganó todos los partidos de la competición doméstica a excepción de uno. Pepe Candau lideró a un grupo de jugadores que se mostró muy superior a todos sus rivales y que acostumbró a sus aficionados a vencer con suma claridad. La Copa Ibérica y la Supercopa de España engordaron los títulos cosechados en dos temporadas gloriosas que difícilmente podrán ser olvidadas.

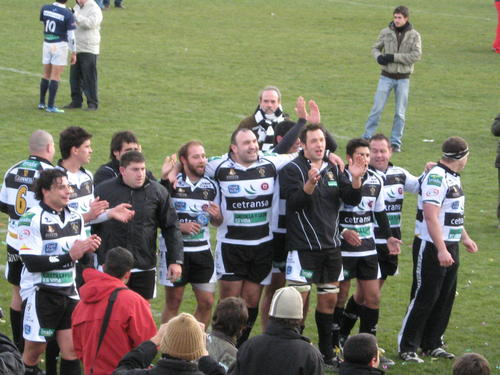
Jugadores al finalizar un partido.

En la temporada 2004-05 llegó al banquillo colegial Juan Carlos Pérez, otro hombre de la casa que tuvo el honor de encabezar a El Salvador en la mayor gesta jamás lograda hasta la fecha por el rugby español. El conjunto colegial participó en la Challenge Cup, derrotó en el encuentro de ida de la primera vuelta al Overmach Parma (36-12) y, a pesar de perder en Italia, consiguió clasificarse para la segunda ronda gracias a su condición de mejor equipo de los perdedores.
El sorteo de la segunda ronda emparejó a los vallisoletanos con el Brive francés, un equipo muy poderoso que hizo imposible prolongar el sueño europeo a pesar de la ilusión con que El Salvador afrontó el desafío. A pesar de la derrota, siempre quedará reflejado que el conjunto colegial fue el primer equipo español que logró clasificarse para la segunda ronda de la segunda competición europea, la European Challenge Cup. La hazaña, aderezada con la consecución de la Copa Ibérica, la Copa del Rey y la Supercopa, fue prácticamente coincidente en el tiempo con un hecho más triste, la desaparición del colegio El Salvador.

### Últimas temporadas

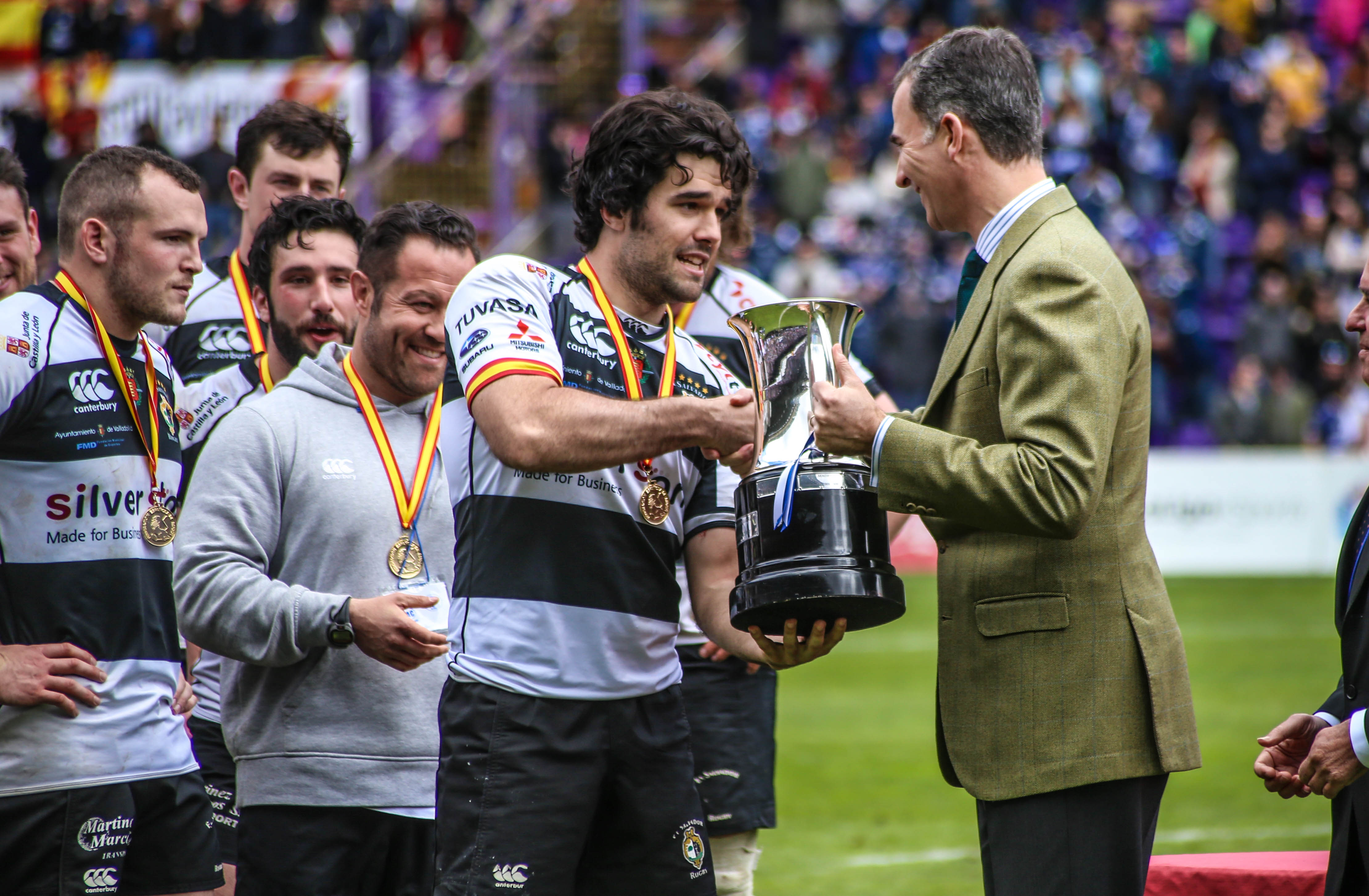
Felipe VI entregando el trofeo a El Salvador tras haber ganado la final de Copa del Rey de 2016, disputada en el Estadio José Zorrilla.

En la temporada 2005/2006, la Santboiana prolongó su dominio en la competición liguera, mientras que los colegiales consiguieron un nuevo título de la Copa del Rey y el campeonato de España en categoría infantil.
En la temporada 2006/2007, consiguió un triplete histórico al conquistar el título de liga, la Copa del Rey y la Supercopa de España.
En la temporada 2007/2008, consiguió alzarse por segundo año consecutivo con el título de liga y la Supercopa de España. Sin embargo, en una muy disputada final, El Salvador perdió la Copa del Rey frente al CRC Madrid por 31-36 en el Campo Central de la Ciudad Universitaria de Madrid.

## Organigrama deportivo

### Plantilla 2025-2026
|                              | Nombre                    | Edad    | Posición      | Ult. Equipo                        |
| ---------------------------- | ------------------------- | ------- | ------------- | ---------------------------------- |
| Primeras líneas              |                           |         |               |                                    |
|                              | Javier Coronel            | 23 años | Pilar         | Cobras Brasil Rugby                |
|                              | Juan González             | 27 años | Pilar         | Cantera                            |
|                              | Rodrigo Pelaz             | 21 años | Pilar         | Cantera                            |
|                              | Jacobo Ruiz               | 21 años | Pilar         | Cantera                            |
|                              | Brad Leilua               |         | Pilar         |                                    |
|                              | Manuel Alonso Villalobos  |         | Pilar         | Cantera                            |
|                              | Daniel Chico              |         | Pilar         | C. A. R. Sevilla                   |
|                              | Fernando Romanos          | 24 años | Talonador     | Cantera                            |
|                              | Felipe Garcia             | 22 años | Talonador     | Cantera                            |
| Segundas líneas              |                           |         |               |                                    |
|                              | Martin Pena               |         | Segunda línea | Cantera                            |
|                              | Lucas Santacruz           | 31 años | Segunda línea | Olimpia Lions                      |
|                              | Clement Fontaine          | 31 años | Segunda línea | US Carcassonne                     |
| Terceras líneas              |                           |         |               |                                    |
|                              | Rodrigo Fernández         | 34 años | Flanker       |                                    |
|                              | Marcel Faaofo             |         | Flanker       | Western Sydney Two Blues           |
|                              | Reuben du Plooy           |         | Flanker       | Valke                              |
|                              | Gonzalo Garcia Santos     |         | Flanker       | Cantera                            |
|                              | Matheo Triki              | 24 años | Flanker       | SO Chambéry                        |
|                              | Juan Bautista Arranz      | 24 años | Flanker       | Club Alcobendas Rugby              |
|                              | Diego González Blanco     | 21 años | N.º 8         | Cantera                            |
| Medio melés                  |                           |         |               |                                    |
|                              | Facundo Munilla           | 30 años | Medio melé    | Olimpia Lions                      |
|                              | Saul Alonso               | 22 años | Medio melé    | Cantera                            |
|                              | David Barrios             | 26 años | Medio melé    | Cantera                            |
|                              | Javier Geijo de la Fuente |         | Medio melé    | Cantera                            |
| Aperturas y Centros          |                           |         |               |                                    |
|                              | Santiago Ortega           | 26 años | Apertura      | CRC Pozuelo Rugby                  |
|                              | Ozard Martin du Toit      | 36 años | Apertura      | Eastern Province Elephants         |
|                              | Juan Martínez             | 24 años | Centro        | Cantera                            |
|                              | Ignacio Vega              | 22 años | Centro        | Cantera                            |
|                              | Pablo Torres              | 23 años | Centro        | Cantera                            |
|                              | Julio Sanz                | 21 años | Centro        | Cantera                            |
| Alas y Zagueros              |                           |         |               |                                    |
|                              | Jaime Powys               | 20 años | Ala           | Cantera                            |
|                              | Pablo Alonso Villalobos   | 22 años | Ala           | Cantera                            |
|                              | Diego Blasco              | 21 años | Ala           | Cantera                            |
|                              | Gauthier Minguillón       | 31 años | Ala           | Valence Romans Drôme               |
|                              | Jerónimo Alonso           | 23 años | Zaguero       | Club Gimnasia y Esgrima de Rosario |
| Entrenador: Álvaro Gorostiza |                           |         |               |                                    |

## Terreno de juego

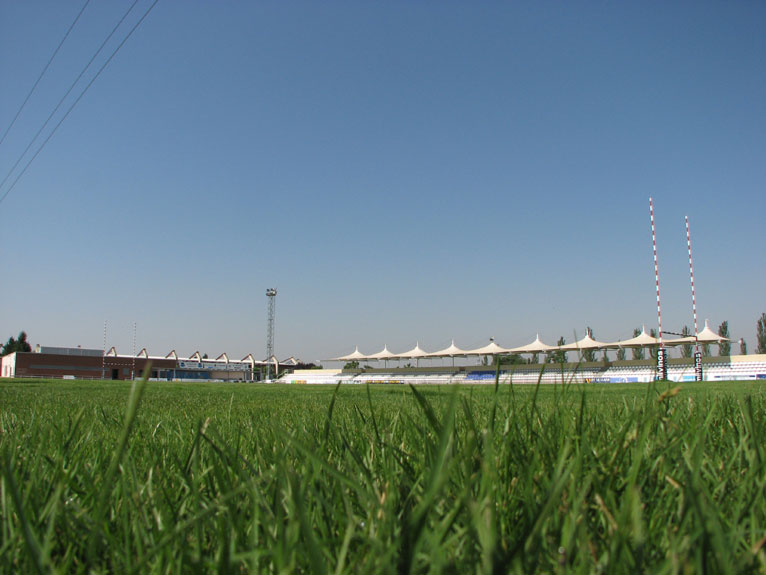
Campos de Rugby Pepe Rojo

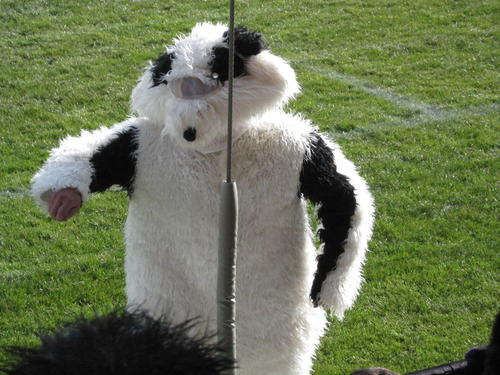
La mascota: Chamito

El Salvador juega sus partidos en los Campos de rugby de Pepe Rojo, enmarcados dentro del Complejo deportivo ciudad de Valladolid, situados en las afueras de Valladolid, en la Carretera de Renedo, km. 3,7. No obstante, en grandes eventos como finales de liga, es habitual que los dispute en el Estadio José Zorrilla.

## Mascota
La mascota oficial del club es un oso panda, en referencia a los colores blanco y negro del equipo, que recibe el nombre de Chamito. Por su parte, la mascota de una de las peñas del equipo, la Peña El Salvador, tiene como mascota una cebra por la misma razón.

## Himno
El club toma el himno del colegio en el que se fundó.
Salve salve, colegio bendito, ángel bueno de mi juventud, con tu mano en mi pecho has escrito, santas normas de ciencia y virtud…

## Competiciones europeas

### Liga Superibérica
El club es la matriz de la franquicia castellanoleonesa de la Liga Superibérica los Vacceos Cavaliers.

### European Challenge Cup Competition 2008-2009
| Grupo 1 London Irish Connacht Dax Rovigo |  | Grupo 2 Northampton Saints Bristol Rugby Montpellier Toulon |  | Grupo 3 Bourgoin Worcester Warriors Petrarca Bucureşti Oaks |  | Grupo 4 Newcastle Falcons Brive Overmach Parma El Salvador |  | Grupo 5 Saracens Viadana Aviron Bayonnais Stade Montois |

### European Challenge Cup Qualifying Competition 2014-2015
| Grupo 1 Cammi Rugby Calvisano Hermi El Salvador Rugby Viadana |  | Grupo 2 Enisei-STM Rugby Mogliano CD Universitario de Lisboa |

### European Challenge Cup Qualifying Competition 2016-2017
| Grupo A MOGLIANO RUGBY SILVERSTORM EL SALVADOR FEMI CZ RUGBY ROVIGO DELTA Heilderberger RK |  | Grupo B Krasny Yar PATARO' RUGBY CALVISANO PETRARCA PADOVA Dendermonde RC |

## Palmarés nacional

### Temporada a temporada
| Temporada | Nivel | División          | Puesto | Notas           |
| --------- | ----- | ----------------- | ------ | --------------- |
| 1970–71   | 1     | División de Honor | 2.º    |                 |
| 1971–72   | 1     | División de Honor | 2.ª    |                 |
| 1972–73   | 1     | División de Honor | 3.º    |                 |
| 1973–78   |       | DNP               |        |                 |
| 1978–79   | 2     | Primera Nacional  | 3.º    |                 |
| 1979–80   | 2     | Primera Nacional  | 2.º    |                 |
| 1980–81   | 2     | Primera Nacional  | 3.º    |                 |
| 1981–82   | 2     | Primera Nacional  | 2.º    |                 |
| 1982–83   | 2     | Primera Nacional  | 3.º    |                 |
| 1983–84   | 2     | Primera Nacional  | 6.º    |                 |
| 1984–85   | 2     | Primera Nacional  | 1.º    |                 |
| 1985–86   | 2     | Primera Nacional  | 2.º    | ↑               |
| 1986–87   | 1     | División de Honor | 8.º    |                 |
| 1987–88   | 1     | División de Honor | 3.º    |                 |
| 1988–89   | 1     | División de Honor | 5.º    |                 |
| 1989–90   | 1     | División de Honor | 2.º    |                 |
| 1990–91   | 1     | División de Honor | 1.º    | Campeón de Liga |
| 1991–92   | 1     | División de Honor | 6.º    |                 |
| 1992–93   | 1     | División de Honor | 7.º    | Campeón de Copa |
| 1993–94   | 1     | División de Honor | 3.ª    |                 |
| 1994–95   | 1     | División de Honor | 6.º    |                 |
| 1995–96   | 1     | División de Honor | 9.º    | ↓               |
| 1996–97   | 2     | Primera Nacional  | 1.º    | ↑               |
| 1997–98   | 1     | División de Honor | 1.º    | Campeón de Liga |
| 1998–99   | 1     | División de Honor | 5.º    | Campeón de Copa |
| 1999–00   | 1     | División de Honor | 2.º    |                 |
| 2000–01   | 1     | División de Honor | 7.º    |                 |
| 2001–02   | 1     | División de Honor | 2.º    |                 |
| 2002–03   | 1     | División de Honor | 1.º    | Campeón de Liga |
| 2003–04   | 1     | División de Honor | 1.º    | Campeón de Liga |
| 2004–05   | 1     | División de Honor | 2.º    | Campeón de Copa |

| Temporada | Nivel | División          | Puesto              | Notas                  |
| --------- | ----- | ----------------- | ------------------- | ---------------------- |
| 2005–06   | 1     | División de Honor | 2.º                 | Campeón de Copa        |
| 2006–07   | 1     | División de Honor | 1.º                 | Campeón de Liga y Copa |
| 2007–08   | 1     | División de Honor | 1.ª                 | Campeón de Liga        |
| 2008-09   | 1     | División de Honor | 2.º                 |                        |
| 2009-10   | 1     | División de Honor | 1.º                 | Campeón de Liga        |
| 2010-11   | 1     | División de Honor | 3.º                 | Campeón de Copa        |
| 2011-12   | 1     | División de Honor | 7.º                 |                        |
| 2012-13   | 1     | División de Honor | 4.º / Semifinalista |                        |
| 2013-14   | 1     | División de Honor | 2.º / Finalista     |                        |
| 2014-15   | 1     | División de Honor | 5.º / Semifinalista |                        |
| 2015-16   | 1     | División de Honor | 2.º / Campeón       | Campeón de Liga y Copa |
| 2016-17   | 1     | División de Honor | 1.º / Finalista     |                        |
| 2017-18   | 1     | División de Honor | 2.º / Finalista     |                        |
| 2018-19   | 1     | División de Honor | 2.º / Finalista     |                        |
| 2019-20   | 1     | División de Honor | 2.º / Finalista     |                        |
| 2020-21   | 1     | División de Honor | 2.º / Finalista     |                        |
| 2021-22   | 1     | División de Honor | 3.º / Semifinalista |                        |
| 2022-23   | 1     | División de Honor | 1.º / Finalista     |                        |
| 2023-24   | 1     | División de Honor | 4.º / Semifinalista |                        |
| 2024-25   | 1     | División de Honor | 4.º / Campeón       | Campeón de Liga        |
| 2025-26   | 1     | División de Honor | A disputarse        |                        |

### Palmarés Resumido
- 42 temporadas en División de Honor (hasta la 2025-26).

### Sénior
- División de Honor (9): (1991, 1998, 2003, 2004, 2007, 2008, 2010, 2016 y 2025)
- Copa del Rey (8): (1993, 1999, 2005, 2006, 2007, 2011, 2016 y 2022)
- Supercopa de España (6): (2003, 2004, 2005, 2006, 2007 y 2018)
- Copa Ibérica (5): (1992, 1999, 2004, 2005 y 2016)

### Júnior
- 6 campeonatos de España[3]

### Juveniles
- 7 campeonatos de España[3]

### Cadetes
- 5 Campeonatos de España[3]
- 1 Torneo de España[4]

### Infantiles
- 7 campeonatos de España
- 3 Torneos de España[3]

### Alevines
- 5 Campeonatos de España[3]

### Benjamines
- 3 Campeonatos de España[3][5]

### Prebenjamines
- 2 Campeonatos de España[3]

### Jabatos
- 19 Campeonatos de España[3][5]